# Formblæsning
Formblæsning er en af de mest almindelige metoder til fremstilling af ting af termoplast med hulkroppe. Metoden er en videreudvikling af ekstrudering, og fungerer lidt som glaspustning. En rør trykkes ud fra en ekstruder, og ned i et kammer som har den ønskede form. Når polymerrøret er lige så langt som formen, lukkes kammeret helt og gas strømmer ind. Gassen fylder røret (som lukkes i bagenden), og presser det ud til det har samme form som kammeret. Formen kan derefter nedkøles og produktet tages ud. Et vigtigt eksempel på denne proces er fremstillingen af PET-flasker.